# Xestocephalus variarius
Xestocephalus variarius är en insektsart som beskrevs av Delong 1982. Xestocephalus variarius ingår i släktet Xestocephalus och familjen dvärgstritar. Inga underarter finns listade i Catalogue of Life.